# Trimer
Trimer är en molekyl som består av 3 monomerer. Trimerer är typiskt cykliska. Kemiska föreningar som ofta är trimera är isocyanat och cyansyror.
I reppesynts ger trimerisering av etyn bensen: